# Serk
Serk MC (* 13. Juni 1982 in Berlin-Schöneberg, bürgerlich Anton Nachtwey) ist ein deutscher Rapper, Sänger und Produzent.

## Werdegang
2001 traf er durch die ersten Nightrecords-Projekte mit Weskone auf DJ Versatile. Anfang 2002 begannen Chill und Zusammenarbeit mit She-Raw und DJ Versatile. In etwa zeitgleich fing die Studioarbeit mit King Orgasmus One an. Im April 2002 begründete Serk dann das Berliner Label MainTheme Records mit.
Sein erstes Solo-Album Serkulation ist im August 2003 erschienen; 2005 das Vorgeschmack Vol.1 Tape. Serk ist als Produzent in der Berliner Untergrundszene engagiert. Sein zweites Album ist am 24. März 2006 unter dem Titel Diss mich is nich auf MainTheme Records erschienen. Ende 2006 erschien dann das Kollabo Album Serk to DaBeat, dessen Beats von DaBeat produziert wurde.
Serk leitete 2006/2007 das karitative Projekt Mozart rappt, welches Neuköllner Jugendlichen eine Chance gab sich mit Rap zu beschäftigen und ihre Fähigkeiten bei Schulaufführungen zu demonstrieren.
2014 begleitete er Sido auf seiner Tour zwischen Februar und April im deutschsprachigen Raum. 
Er produzierte außerdem das 2014 erschienene Album Endlich erwachsen von Bass Sultan Hengzt, auf dem er auch mit mehreren Gastbeiträgen vertreten ist.

## Diskografie
Alben
- 2003: Serkulation
- 2006: Diss mich is nich
- 2006: Serk To DaBeat
- 2009: Best of Serk
- 2012: Anti Strass – Das verlorene Album (Kostenloses Album)

Singles
- 2005: Kein Weg zu weit (mit She-Raw & Amun)
- 2006: Ich zähl die dunklen Tage
- 2006: Eigener Held (mit She-Raw)

Sonstige
- 2005: 41 Karat (Labelcompilation, mit She-Raw & Amun)
- 2005: Juice Exclusive (She-Raw feat. Serk MC - Juice Exclusive CD #55)
- 2005: Vorgeschmack-Tape Vol. 1
- 2007: Fame Convention (Label-Sampler)
- 2009: Sein Leben lang (Freetrack mit Bass Sultan Hengzt)